# Општина Љиг
Општина Љиг је општина у Колубарском округу у средишту западне Србије. Центар општине је град Љиг. Развио се у атару села Гукош као друмско насеље око реке Љиг, по којој је добио име у другој половини XIX века. Река Љиг протиче западним и северозападним подручјем општине. Оваква позиција утицала је да се Љиг дели на шумадијску зону на истоку и колубарску зону у долини реке Љиг. Љиг је проглашен за варош указом краља Александра I Карађорђевића 3. септембра 1920. године. Насеље се брже развијало од када је 1922. кроз њега прошла железничка пруга од Лајковца за Горњи Милановац.
Окружен је обронцима планина Рајац и Рудник који му дају печат брдско-планинског насеља. Љиг се налази на надморској висини од 152 м.
Општина се простире на површини од 279 km2, и броји 15924 становника. Према подацима са последњег пописа 2022. године у општини је живело 10.711 становника (према попису из 2011. било је 12.754 становника). По подацима из 2004. природни прираштај је износио -9,7‰, а број запослених у општини износи 2676 људи. У општини се налази 22 основне и 2 средње школе. По подацима из 2004. општина заузима површину од 279 km2 (од чега на пољопривредну површину отпада 18295 ha, а на шумску 7918 ha).
На територији данашње општине Љиг се 1914. године одиграла позната Колубарска битка која је ушла у историју српског народа. О томе данас сведочи Споменик 1300 каплара на Рајцу и бројна спомен обележја.
Општина Љиг се састоји од 27 насеља. Поред града Љига, следећа насеља чине Општину Љиг: Ивановци, Козељ, Лалинци, Велишевац, Бабајић, Ба, Калањевци, Кадина Лука, Јајчић, Липље, Моравци, Штавица, Гукош, Милавац, Бранчић, Пољанице, Латковић, Славковица, Палежница, Белановица, Бошњановић, Доњи Бањани, Дићи, Цветановац, Живковци и Шутци.